# خراسان (روزنامه)
خراسان روزنامه‌ای فارسی‌زبان است که دو دفتر مرکزی در مشهد و تهران دارد. این روزنامه وابسته به اصول‌گرایان و از حامیان سیاسی محمدباقر قالیباف است.
پوشش خبری آن، گسترهٔ کشور ایران است و رویکردی ویژه به شرق (استان‌های خراسان، سیستان و بلوچستان) دارد. در رتبه‌بندی روزنامه‌های ایران بر پایه عملکردشان در بازهٔ نیمه دوم ۱۳۹۴ توسط وزارت فرهنگ و ارشاد اسلامی؛ خراسان با ۸۰٬۲۲ امتیاز، رتبهٔ چهارم را داشت.
خراسان قدیمی‌ترین روزنامهٔ محلی در حال انتشار ایران است و پس از روزنامه‌های اطلاعات، کیهان و آلیک، چهارمین روزنامه کهن سراسری در ایران است، همچنین این روزنامه پرتیراژترین نشریه شرق کشور و بعد از همشهری و جام‌جم، سومین روزنامه پرتیراژ در سراسر کشور به‌شمار می‌رود. رویکرد اصلی روزنامه «فرهنگی، اجتماعی، سیاسی، خبری» است و به گفتهٔ خودش به هیچ‌یک از جناح‌های سیاسی وابسته نیست. امتیاز روزنامه خراسان پس از انقلاب مدتی در دست بنیاد شهید بود. ولی در حال حاضر صاحب امتیاز آن مؤسسه فرهنگی و هنری خراسان است.
همچنین این موسسه دارای هفته‌نامه، ماهنامه، فصلنامه، گاهنامه و ویژه‌نامه‌های موضوعی فرهنگی، سیاسی، اجتماعی و ورزشی، دفتر پژوهش، مرکز آموزش تخصصی رسانه، انتشارات، توزیع و اشتراک، بانک آرشیو الکترونیک و همچنین رسانه الکترونیک آخرین خبر به عنوان یکی از پربازدیدکننده ترین اپلیکشن‌های  فارسی و شهر چاپ مجهز و پیشرفته از دیگر محصولات و تجهیزات آن است.

## تأسیس
نخستین شماره روزنامه خراسان، در ۲۵ صفر سال ۱۳۲۷ ق (۲۷ اسفند ۱۲۸۷ ش) با مدیریت سیدحسین اردبیلی در مشهد منتشر شد.این روزنامه در آن زمان، به صورت زیرزمینی منتشر می‌شد، چرا که پس از به توپ بسته شدن مجلس شورای ملی در تیرماه ۱۲۸۷، فعالیت مطبوعات که به تعبیر دربار محمدعلی‌شاه، «سر منشأ فساد» بود، موقوف شد. سید حسین اردبیلی که بعدها به نمایندگی مجلس نیز رسید، برای انتشار روزنامه از ادبای جوان مشهد، مانند ملک‌الشعرای بهار  کمک گرفت.بهار در کتاب «تاریخ مختصر احزاب ایران» می‌نویسد: 
«زد و خوردهایی بین مجاهدان و سربازان و سایر هواخواهان دولت درگرفت و یک مرتبه هم قوای روس مداخله کرده، به سوی شهر و مسجد گوهرشاد تیراندازی با توپ و مسلسل به وقوع پیوست. مسجد و بازار و تلگرافخانه دست مردم و قلعه ارک و قسمتی از محله سراب و ارک در دست دولتیان بود و همه روزه نطق هایی در مسجد و نقاط دیگر در ترویج مشروطه و تهییج مردم به حمایت از آزادی ایراد می شد و دولتیان قدرتی ابراز نمی داشتند. من و رفقای دیگر در این مدت عضو مراکز انقلابی بودیم و روزنامه «خراسان» را به طریق پنهانی طبع و به اسم «رئیس الطلاب» موهوم منتشر می کردیم و اولین آثار ادبی من در ترویج آزادی در آن روزنامه انتشار یافت.»  با این حال، دوران فعالیت خراسان عصر مشروطه، تداومی نداشت و بعد از ماجرای فتح تهران، در تیرماه سال ۱۲۸۸، آخرین شماره این روزنامه در دوره مشروطه، یعنی شماره ۲۴ آن، در مردادماه همین سال انتشار یافت. روزنامه خراسان در این دوره از فعالیت، انتشار منظمی نداشت و به صورت هفتگی یا سه روز یکبار منتشر می‌شد. با پایان کار خراسان، فعالان مطبوعاتی آن، مانند شیخ احمد بهار، به روزنامه طوس نقل مکان کردند و بعدها، روزنامه «نوبهار» با تمهید همین افراد منتشر شد. شیخ احمد بهار در سال ۱۲۹۲ش، چاپخانه خراسان را افتتاح کرد و ضمن فعالیت در حوزه چاپ و نشر کتاب، به تدریج چاپ منظم سالنامه‌های خراسان را از سال ۱۳۱۳ش در دستور کار قرار داد و اولین شماره از آن با تلاش عبدالحسین تهرانیان (دایی محمدتقی بهار) منتشر شد. در همین دوره است که سید محمد طباطبایی در ماه ثور (اردیبهشت) ۱۳۰۰ش، شانس خود را برای احیای روزنامه خراسان آزمود، اما نتوانست انتشار هفتگی و مستمر آن را تداوم بخشد. چاپخانه خراسان تا سال ۱۳۱۴ش به فعالیت خود زیر نظر شیخ احمد بهار ادامه داد، اما در این سال و در پی وقوع قیام مسجد گوهرشاد، وی در مظان اتهام به دخالت در این واقعه قرار گرفت و به تهران تبعید شد. او به ناچار چاپخانه خراسان را به عبدالحسین و محمدصادق تهرانیان(دایی‌هایی محمدتقی بهار)، پسرعموهایش و ابراهیم فیروزیان فروخت و به این ترتیب، مالکیت چاپخانه خراسان از دست شیخ احمد بهار خارج شد. مدتی بعد برادران تهرانیان (از گرجیان ایران)، سهم فیروزیان را خریداری کردند و به این ترتیب، مالک اصلی چاپخانه شدند.

## آغاز دور جدید روزنامه خراسان
در سال ۱۳۲۸ش، محمدصادق تهرانیان تصمیم گرفت، روزنامه خراسان را احیا کند و در قالب یک نشریه روزانه و منظم در اختیار مردم قرار دهد. این دوره، دوران شکوفایی فعالیت مطبوعات بود. به این ترتیب، از روز اول تیرماه سال ۱۳۲۸، نخستین شمارهٔ روزنامه خراسان به صاحب امتیازی و مدیرمسئولی محمدصادق تهرانیان در چهار صفحه و در قطع کوچک انتشار یافت اما بعدها تعداد صفحات آن افزایش یافت و در اواخر دهه ۱۳۴۰، به هشت صفحه رسید. خراسان بیشتر روزنامه‌ای اجتماعی بود و جز در موارد خاص، مانند ماجرای ملی شدن صنعت نفت، کمتر موضع‌گیری سیاسی داشت.  این روزنامه در دهه ۳۰و ۴۰، تولیدات مطبوعاتی متنوعی را مانند خراسان بانوان، در کنار روزنامه اصلی، ارائه می‌کرد. 
شعار رسمی روزنامه در آن زمان چنین بود:
| برادر جان خراسان است اینجا |  | سخن گفتن نه آسان است اینجا |

پیش از این تاریخ، دو جریدهٔ دیگر نیز با عنوان مشابه خراسان چاپ می‌شدند که مدت انتشار آن‌ها چندان طولانی نبود. اولی را محمدتقی بهار پس از به توپ بستن مجلس در ۲۷ اسفند ۱۲۸۷ شمسی طی ۴۲ شماره در مشهد منتشر کرد. دومی را سید محمد طباطبایی از اردیبهشت ۱۳۰۰ به‌مدت چهار سال باز در مشهد منتشر کرد و در آن به حمایت از قیام کلنل پسیان پرداخت. هفته‌نامهٔ خراسان مواضعی تند و انتقادی اتخاذ می‌کرد و مدیرش به همین سبب گهگاه محبوس یا تبعید می‌شد.
با پیروزی انقلاب، روزنامه خراسان تا اردیبهشت‌ماه سال ۱۳۵۹، همچنان در اختیار خانواده تهرانیان باقی ماند و جلیل تهرانیان، فرزند محمدصادق، آن را اداره می‌کرد. در این سال روزنامه مصادره و مالکیت آن به بنیاد مستضعفان واگذار شد و از آن پس تا تأسیس مؤسسه فرهنگی هنری خراسان، این روزنامه تحت مالکیت نهادهای انقلابی، مانند بنیاد شهید و کمیته امداد فعالیت کرد. 

## چاپ روزنامه

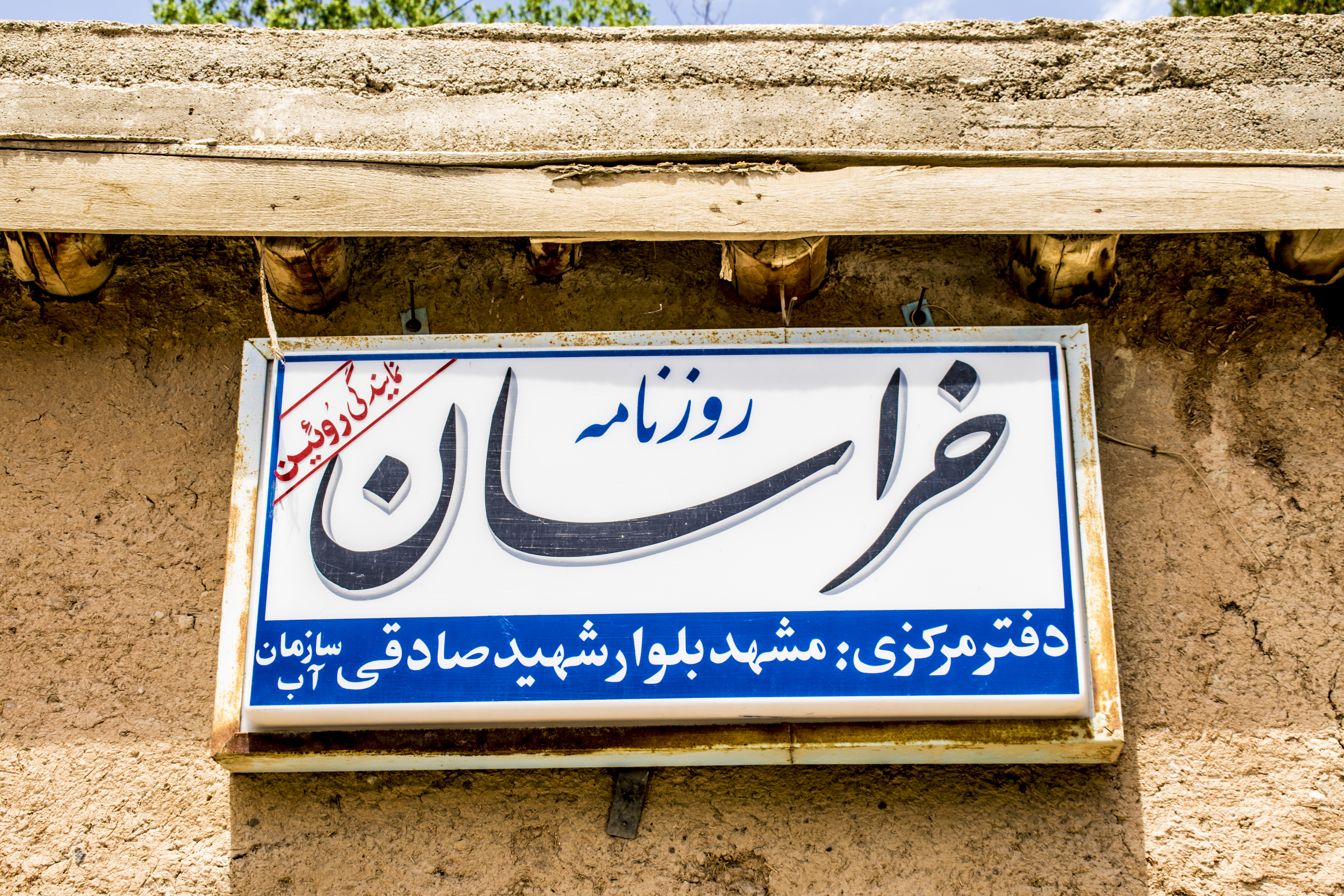
تابلوی روزنامهٔ خراسان در روستای روئین شهرستان اسفراین، خراسان شمالی، نشانه‌ای از عمق نفوذ این روزنامه در جای‌جای استان‌های خراسان است.

روزنامه خراسان از تاریخ ۵ بهمن ۱۳۷۷ به‌طور هم‌زمان در مشهد و تهران چاپ می‌شود. روزنامه در ۱۶ صفحه تمام رنگی و به‌صورت سراسری، ۴ صفحه خراسان ورزشی با توزیع سراسری، ۴ صفحه ضمیمه زندگی سلام با توزیع سراسری، ۸ صفحه روزنامه خراسان رضوی ویژه استان خراسان رضوی، ۸ صفحه ویژه خراسان شمالی، ۸ صفحه ویژه خراسان جنوبی، و ۸۸ صفحه نیازمندی‌ها در شهر مشهد و ۱۶ صفحه نیازمندی‌ها در استان خراسان رضوی، ۸ صفحه نیازمندی‌های ویژه خراسان شمالی و ۸ صفحه نیازمندیهای ویژه خراسان جنوبی منتشر می‌شود.
از سال ۱۳۹۳ ضمیمه ۸ صفحه‌ای خراسان رضوی، با دریافت مجوز از وزارت فرهنگ و ارشاد اسلامی به روزنامه خراسان رضوی تغییر کاربری یافت و مجوز ارائه مجزا از روزنامه خراسان را دریافت کرد.
قیمت این روزنامه هم‌اکنون ۴۰۰۰ تومان در شهر مشهد و تهران و ۲۵۰۰ تومان در سایر شهرستان‌ها است و بیشترین نفوذ آن نیز در استان‌های خراسان رضوی، خراسان شمالی و خراسان جنوبی و گلستان و سیستان و بلوچستان است.

## ضمیمه‌ها
- هفته‌نامه بایت هر چهارشنبه منتشر می‌شود و پیرامون فناوری اطلاعات است.
- هفته‌نامه جیم از سال ۸۶ در ۱۶ صفحه هر پنجشنبه منتشر می‌شود. این هفته‌نامه ویژه جوان می‌باشد.
- ویژه نامه رصد از سال ۸۹ در قطع‌ها و تعداد صفحات گوناگون و در فواصل زمانی نامعین با موضوع‌های خاص منتشر می‌شود.
- ویژه نامه‌های تبلیغاتی بازار محله هر هفته خریدهای ویژه را اطلاع‌رسانی می‌کند.
- ضمیمه زندگی سلام ضمیمه‌ای ۴ صفحه‌ای است که هر روز در موضوع سبک زندگی همراه روزنامه منتشر می‌شود.